# Carbonero el Mayor
Carbonero el Mayor település Spanyolországban, Segovia tartományban. Carbonero el Mayor Pinarnegrillo, Aldea Real, Mozoncillo, Tabanera la Luenga, Armuña, Bernardos, Navas de Oro és San Martín y Mudrián községekkel határos. Lakosainak száma 2502 fő (2024).

## Népesség
A település népessége az elmúlt években az alábbi módon változott:
| Lakosok száma | 2356 | 2469 | 2547 | 2569 | 2600 | 2577 | 2523 | 2519 | 2476 | 2502 |
|               | 2001 | 2004 | 2007 | 2009 | 2012 | 2014 | 2017 | 2019 | 2022 | 2024 |